# Эталонный цикл Эдвардса
Эталонный цикл Эдвардса — термодинамический цикл, устанавливающий (по словам А. Э. Пиира, не подтвержденными ссылками на других исследователей) предел тепловой экономичности для двигателей, источником энергии которых служит топливо, а тепловым стоком — окружающая среда.

## История
Цикл Эдвардса был предложен в начале 70-х годов прошлого века инженером А. Пииром как эталонный термодинамический цикл для энергоустановок на органическом топливе, по аналогии с циклом Карно, который является эталоном для тепловых двигателей с изотермическими источниками теплоты.
Советская теплотехническая школа ошибочно (по словам А. Э. Пиира, не подтвержденными ссылками на других исследователей)  считает цикл Карно эталоном для всех без исключения тепловых двигателей, а «карнотизацию» циклов газотурбинных и комбинированных парогазовых установок — способом их совершенствования.

## Определения (по словам А.Э. Пиира, не подтвержденными ссылками на других исследователей)
Термодинамический цикл Эдвардса — внешне обратимый идеальный цикл теплового двигателя, источником тепла которого служат продукты сгорания топлива, а тепловым стоком — окружающая среда .
Идеальный цикл Эдвардса — эталон теплового совершенства для двигателей внутреннего и внешнего сгорания, поскольку его термический КПД является предельным и превышает КПД цикла Карно.

## Процессы

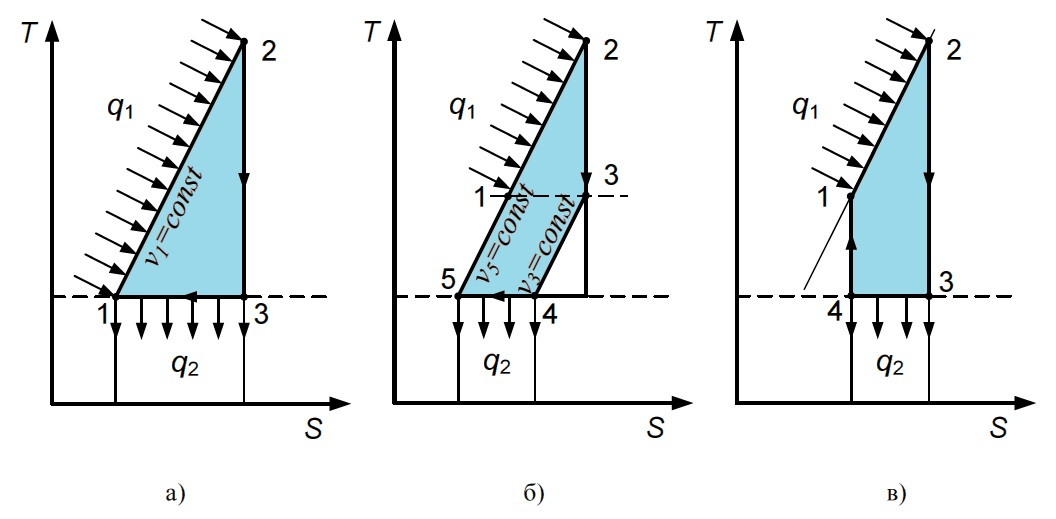
Рис. 1 Термодинамический цикл Эдвардса, его регенеративный и обобщенный варианты

Конфигурация цикла Эдвардса вытекает из теории Карно для внешне и внутренне обратимого термодинамического цикла в указанных выше температурных рамках. Цикл Эдвардса образуют изохорный (или изобарный) процесс подвода теплоты 1-2 (горение топлива), адиабатное расширение продуктов сгорания 2-3, изотермическое сжатие 3-1 (рис. 1а).

## КПД
Термический КПД цикла Эдвардса (по словам А.Э. Пиира, не подтвержденными ссылками на других исследователей) описывает формула:
{\displaystyle \eta =1-{\frac {ln(T_{2}/T_{1})}{T_{2}/T_{1}-1}}},
где {\displaystyle T_{1}}, К — начальная температура газов;
{\displaystyle T_{2}}, K — конечная температура газов.

## Применения
Цикл Эдвардса может быть реализован различными способами. Наиболее просто — в виде паротурбинной установки со суперсверхвысокими начальными параметрами пара или паротурбинной установки двух давлений (как на английской АЭС Колдер Холл с газоохлаждаемым реактором); в виде комбинированной установки с газовыми и паровыми турбинами (Северо-Западная ТЭЦ Санкт-Петербурга); мини-ТЭЦ с газовыми турбинами и двигателями внутреннего сгорания; судовых энергоустановок с дизельными двигателями и паровыми котлами-утилизаторами.

## Варианты
Для вариантов цикла Эдвардса с газотурбинным регенеративным двигателем или двигателем внутреннего сгорания (рис. 1б) выражение термического КПД примет вид:
{\displaystyle \eta =1-{\frac {T_{4}ln(T_{2}/T_{1})}{T_{2}-T_{1}}}},
где {\displaystyle T_{4}}, К — температура теплового стока.